# Wenzel Goldbaum
Wenzel Goldbaum (* 19. September 1881 in Łódź, Russisches Kaiserreich; † 15. Mai 1960 in Lima, Peru) war ein Anwalt, Rechtswissenschaftler und Dramatiker. Er beeinflusste die Entwicklung des deutschen und internationalen Urheberrechts und gilt insbesondere als Vater der Zweckübertragungslehre.

## Leben
Wenzel Goldbaum stammte aus einer jüdischen Familie, deren Name auf David Goldbaum, einen Gasthofbesitzer aus Grabow zurückgeht. Während seiner Kindheit siedelte er mit seinen Eltern, dem Arzt Adolf Goldbaum und seiner Frau Bronislava Gruenfeld, von Łódź nach Frankfurt am Main über, wo er das Lessing-Gymnasium besuchte. Anschließend studierte er Rechtswissenschaften in Berlin und München, legte die Staatsexamina ab und wurde 1906 in Marburg promoviert. 1909 ließ sich Goldbaum als Rechtsanwalt in Berlin nieder und widmete sich vor allem dem Urheberrecht. In der folgenden Zeit verfasste er auch Dramen, drei wurden von Erwin Piscator und Max Reinhardt aufgeführt. Goldbaum wurde Schriftführer und Syndikus des Verbandes deutscher Bühnenschriftsteller und Bühnenkomponisten, des Verbandes Deutscher Filmautoren, des Verbandes Deutscher Erzähler und kam so mit Rechtsfragen der Theater- und Filmautoren in Berührung. Er war auch Syndikus im Felix Bloch Erben. Während des Ersten Weltkriegs war er von 1914 bis 1918 Soldat. Er war mit Marie Alexander-Katz, der Tochter des Juristen Paul Alexander-Katz verheiratet. Sie hatten fünf Kinder, darunter der Regisseur und Filmproduzent Peter Goldbaum.

### Bedeutende Prozesse
1926 gewann er für Gerhart Hauptmann und Hugo von Hofmannsthal einen Prozess gegen Berliner und Leipziger Rundfunksender vor dem Reichsgericht um das Senderecht an ihren Werken „Der Tor und der Tod“ und „Hanneles Himmelfahrt“. Hintergrund der Musterprozesse waren Goldbaums Bemühungen zum Schutz der Schriftsteller, die durch ungenehmigte Lesungen ihrer Werke in Radiosendungen wirtschaftliche Einbußen zu befürchten hatten. Das Gericht wies die Revisionen der beklagten Radioanstalten „Berliner Funkstunde“ und „Mitteldeutsche Rundfunk AG“ zurück und folgte in seinem Urteil der von Goldbaum entwickelten Verbreitungstheorie. Nach der Verbreitungstheorie sollte die Wiedergabe eines Werkes in Radiosendungen nicht unter die Ausnahme von § 11 Abs. 3 LUG fallen, wonach ein öffentlicher Vortrag frei wurde, sobald das Werk erschienen war. Goldbaum meinte vielmehr, dass die im Gesetz nicht ausdrücklich geregelte Sendebefugnis im Falle von Rundfunkanstalten zum „gewerbsmäßigen Verbreiten“ nach § 11 Abs. 1 S. 1 LUG gehöre. Jede Radiosendung, in der ein Werk vorgelesen wird, sei daher zustimmungsbedürftig und erfordere eine Lizenz durch den Urheber. Dieser Ansicht schloss sich der erste Senat des Reichsgerichts an und prägte dabei den wichtigen Beteiligungsgrundsatz bei der Verwertung urheberrechtlich geschützter Werke, um „dem Schöpfer eines Schriftwerkes dessen volle wirtschaftliche Ausbeute mit nur wenigen bestimmt geregelten Einschränkungen unverkürzt zukommen zu lassen.“
Gegen den Hyperion-Verlag vertrat Goldbaum 1921 die Erben August Strindbergs und gewann den Prozess vor dem Reichsgericht auf der Grundlage der persönlichkeitsrechtlichen Aspekte des Urheberrechts.
Auf die Entwicklung des urheberrechtlichen Titelschutzes nahm er ebenfalls Einfluss, so erstritt er die Rechte an Émile Zolas Roman „Das Paradies der Damen“ gegen den Titel „Frauenparadies“ und den Titel des Schauspiels „Alt-Heidelberg“ von Wilhelm Meyer-Förster gegen „Jung-Heidelberg“ vor dem Kammergericht.
In dem Prozess der drei Verwertungsgesellschaften GEMA, Genossenschaft deutscher Tonsetzer (GDT) und AKU gegen die UFA erstritt Goldbaum den Filmmusikkomponisten eine von den Kinos zu zahlende Tantieme, die durch den Vertrag mit den Filmproduzenten nicht mitabgegolten war.

### Auswanderung
Aufgrund der zunehmenden Judenverfolgung verließ Goldbaum 1933 Berlin und Deutschland und ließ sich zunächst in Paris nieder.
1936 wanderte er mit seiner Familie nach Ecuador aus. Dort war er mehrere Jahre Dozent an Universitäten in Quito und Guayaquil und baute sein Renommee als international bekannter Urheberrechtler aus. 1946 vertrat Goldbaum Ecuador auf der Panamerikanischen Urheberrechtskonferenz in Washington.

### Wissenschaftliches Werk
Bereits vor dem Ersten Weltkrieg hatte Goldbaum mehrere urheberrechtsvertragliche Monografien veröffentlicht. Nach dem Krieg folgten weitere Werke und ein Lehrbuch zum Urheberrecht, darunter ein 1922 in erster Auflage erschienener Kommentar zum Urheberrecht und Urhebervertragsrecht, der zum ersten Mal den urheberrechtlichen Begriff der Zweckübertragung verwendet, welche in Deutschland seit 1966 in § 31 Abs. 5 Urheberrechtsgesetz normiert ist.
In den 1920er Jahren beschäftigte er sich auch mit dem Lauterkeitsrecht und setzte sich vehement für ein allgemeinwohlbezogenes Wettbewerbsrecht ein.
Nach seiner Auswanderung und bis zu seinem Tod verfasste Goldbaum zahlreiche Artikel für juristische Fachzeitschriften auch in spanischer Sprache, die sich unter anderem mit dem internationalen Urheberrecht befassen. Bekannt wurde Goldbaum durch „Briefe aus Lateinamerika“, die im Organ der Berner Übereinkunft, „Droit d’auteur“ erschienen.
1956 erschien ein Kommentar zum 1955 in Kraft getretenen Genfer Welturheberrechtsabkommen von 1952, das den Mindestschutz der Schriftsteller in fremden Staaten statuieren sollte, das von Goldbaum jedoch als völlig unzulänglich bezeichnet wurde.
1957 und 1959 folgten die Monografien „Schöpfung oder Leistung? Abwehr und Angriff“ und „Verfall und Auflösung der sogenannten Berner Union“. Erstere wendet sich gegen das Leistungsschutzrecht der Tonträgerproduzenten, ausübenden Künstler, Tonträgerhersteller und Sendeanstalten. Diese Rechte gingen notwendig zu Lasten des Autors als Werkschöpfer. Die Berner Union führe zu einer Verkomplizierung des internationalen Urheberschutzes.
Gegen Ende seines Lebens beschäftigte sich Goldbaum mit südamerikanischer, insbesondere ecuadorianischer Lyrik und übertrug sie ins Deutsche. 1960 erschien in Deutschland seine Übersetzung altspanischer Gedichte von Juan Ruiz.

Verleihung der Richard-Strauss-Medaille durch den deutschen Gesandten in Ecuador 1954

1954 erhielt Goldbaum die Richard-Strauss-Medaille der GEMA. Er starb am 15. Mai 1960 im Alter von 78 Jahren in Lima, Peru.

## Veröffentlichungen (Auswahl)

### Urheberrechtliche Monografien
- Der Aufführungsvertrag (1912)
- Der Aufführungsagenturvertrag (1912)
- Theaterrecht (1914)
- Rechte und Pflichten der Schauspieler im geltenden Recht (1914)
- Filmverlagsrecht an drehreifen Büchern (1919)
- Urheberrecht und Urhebervertragrecht (1922, 3. Aufl. 1961)
- Schöpfung oder Leistung? Abwehr und Angriff (1957)
- Verfall und Auflösung der sogenannten Berner Union (1959)

### Dramen
- Die Ehe-Olympiaden (1906)
- Die Wahl (1908)
- Das Hindernis (1910)
- Mutter (1913)
- Medizin (1914)
- Die leeren Hände (1920)
- Zürich 1917 (1928)
- 1914 (1930)
- Dorothea erzieht die Deutschen (1945)[8]

### Lyrik
- Westen und Osten (1898)
- Fruchtschale (Anthologie ecuadorianischer Lyrik, 1941, als Übersetzer und Herausgeber)
- Über der Steppe die Palme (Gedichtband, 1949, als Übersetzer und Herausgeber)

### Roman
- Schlacken (1921)
- Vor der Rampe (1923)